# Paul Steenbergen-penning

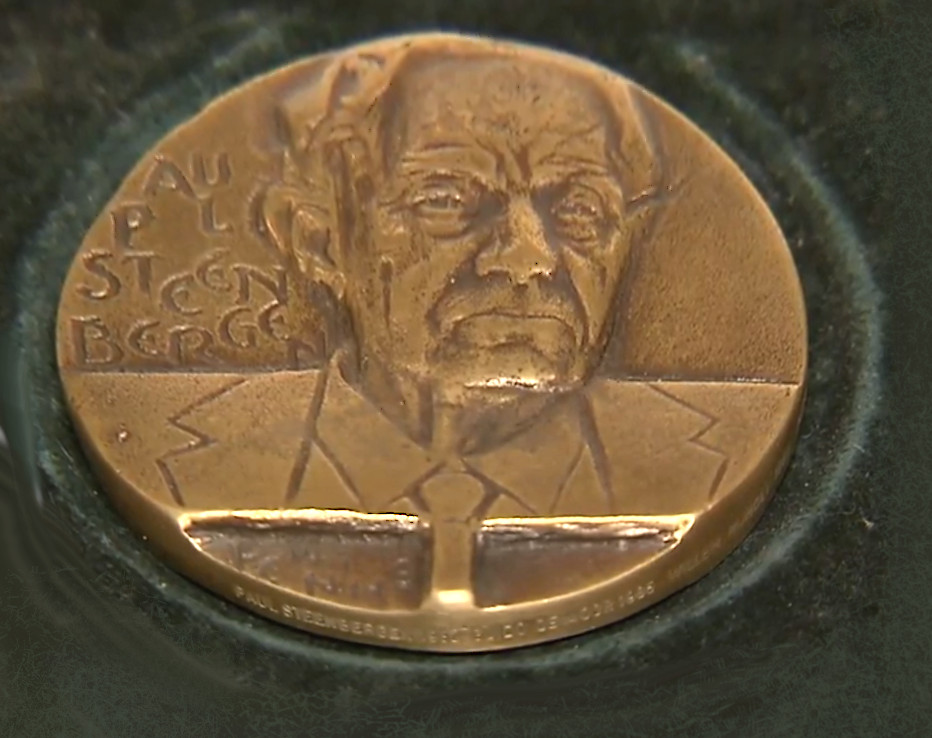
Paul Steenbergen-penning

Der Paul Steenbergen-penning ist ein Theaterpreis, der am 12. April 1982 von der Gemeinde Den Haag anlässlich des kurz zuvor erfolgten 75. Geburtstags des Schauspielers Paul Steenbergen vorgestellt und dem Namenspaten sogleich als erstem Preisträger überreicht wurde. Diese Ehrung ist mit der Vorgabe verbunden, die Medaille zu einem beliebigen Zeitpunkt an einen vom Preisträger selbst ausgesuchten Schauspieler weiterzugeben.
So gab Steenbergen diesen Ehrenpfennig am 16. Oktober 1985  an Guido de Moor, ein niederländischer Theaterschauspieler, der auch in Fernsehproduktionen zu sehen war, weiter. Dieser überreichte ihn zu Ende August 1989 an Willem Nijholt, der diese Auszeichnung bis 2002 in seinem Besitz behielt. Dann war der Schauspieler Pierre Bokma der nächste Geehrte. Er, der bereits schon den Albert van Dalsumring besaß, behielt den Paul Steenbergen-penning deutlich kürzer in seinen Händen und gab ihn bereits 2008 an den Theater- und Filmschauspieler Jacob Derwig weiter. Dieser reichte ihn wenige Jahre später, im Oktober 2018, an Eelco Smits weiter.

## Jeweiliger Besitzer
- 1982: Paul Steenbergen (1907–1989)
- 1986: Guido de Moor (1937–1989)
- 1989: Willem Nijholt (* 1934)
- 2002: Pierre Bokma (* 1955)
- 2008: Jacob Derwig (* 1969)
- 2018: Eelco Smits (* 1977)